# Mölders (D 186)
O Mölders é um contratorpedeiro que foi operado pela Marinha Alemã e a segunda embarcação da classe Lütjens. Seu nome foi lhe dado em honra ao Coronel Werner Mölders que serivu na Luftwaffe entre 1935 e 1941.
No serviço ativo por 33 anos, o navio foi aposentado em 28 de maio de 2003 e convertido em navio museu. Atualmente está em exposição na cidade de Wilhelmshaven.

## Galeria de fotos

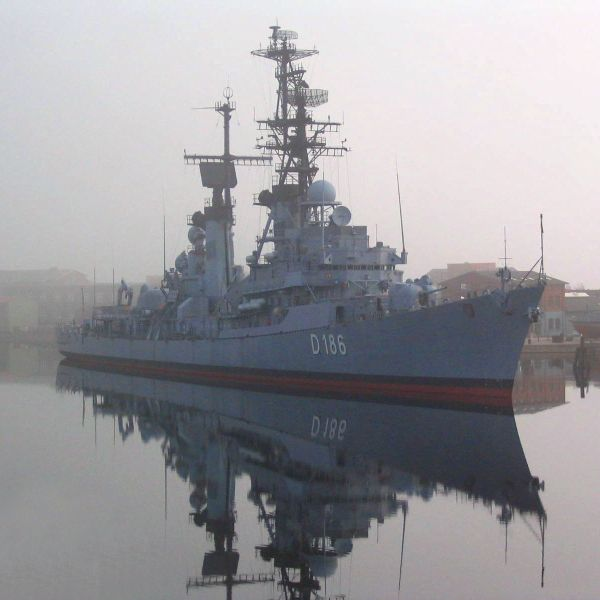
O Mölders em 2006.
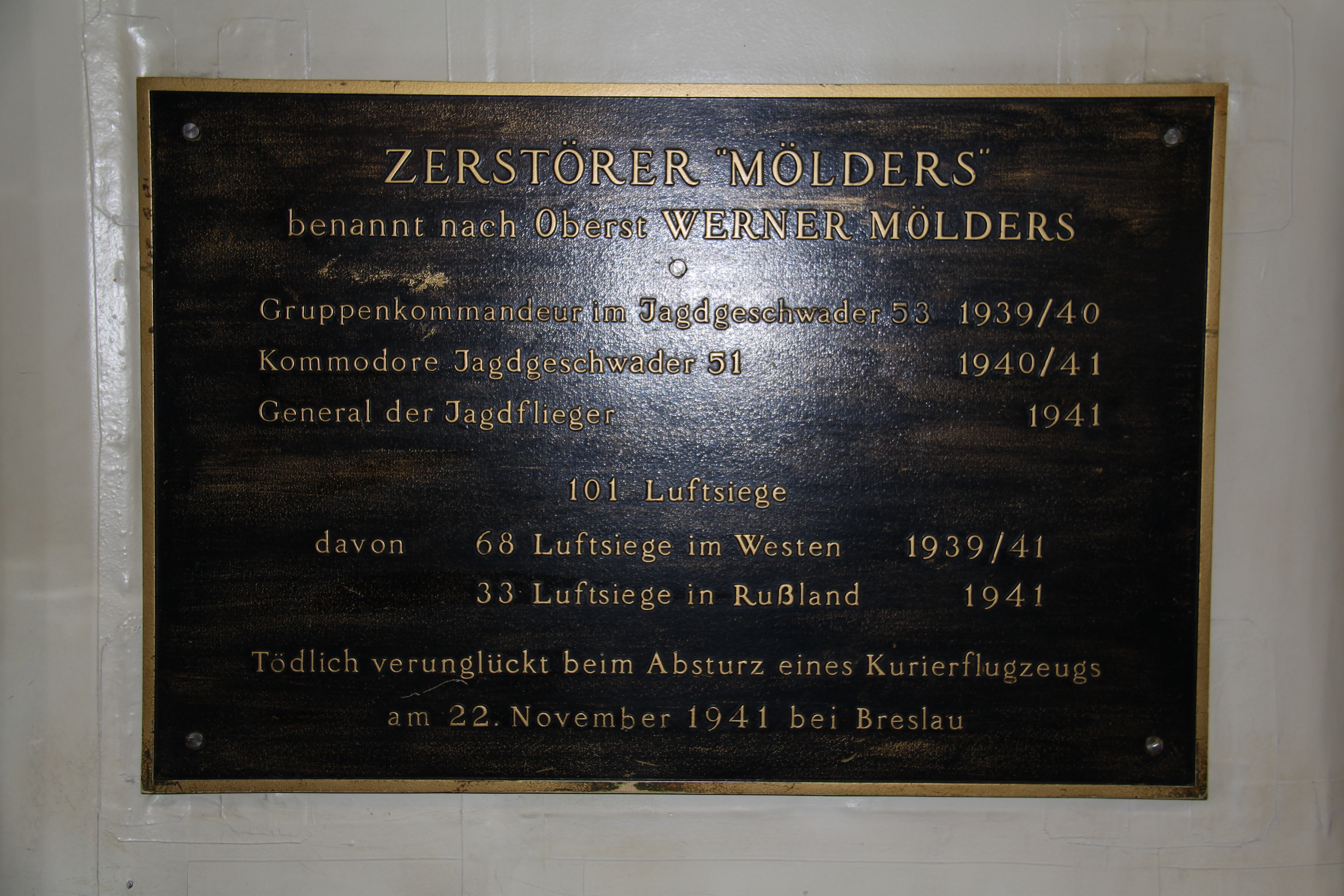
Placa a bordo do navio-museu.
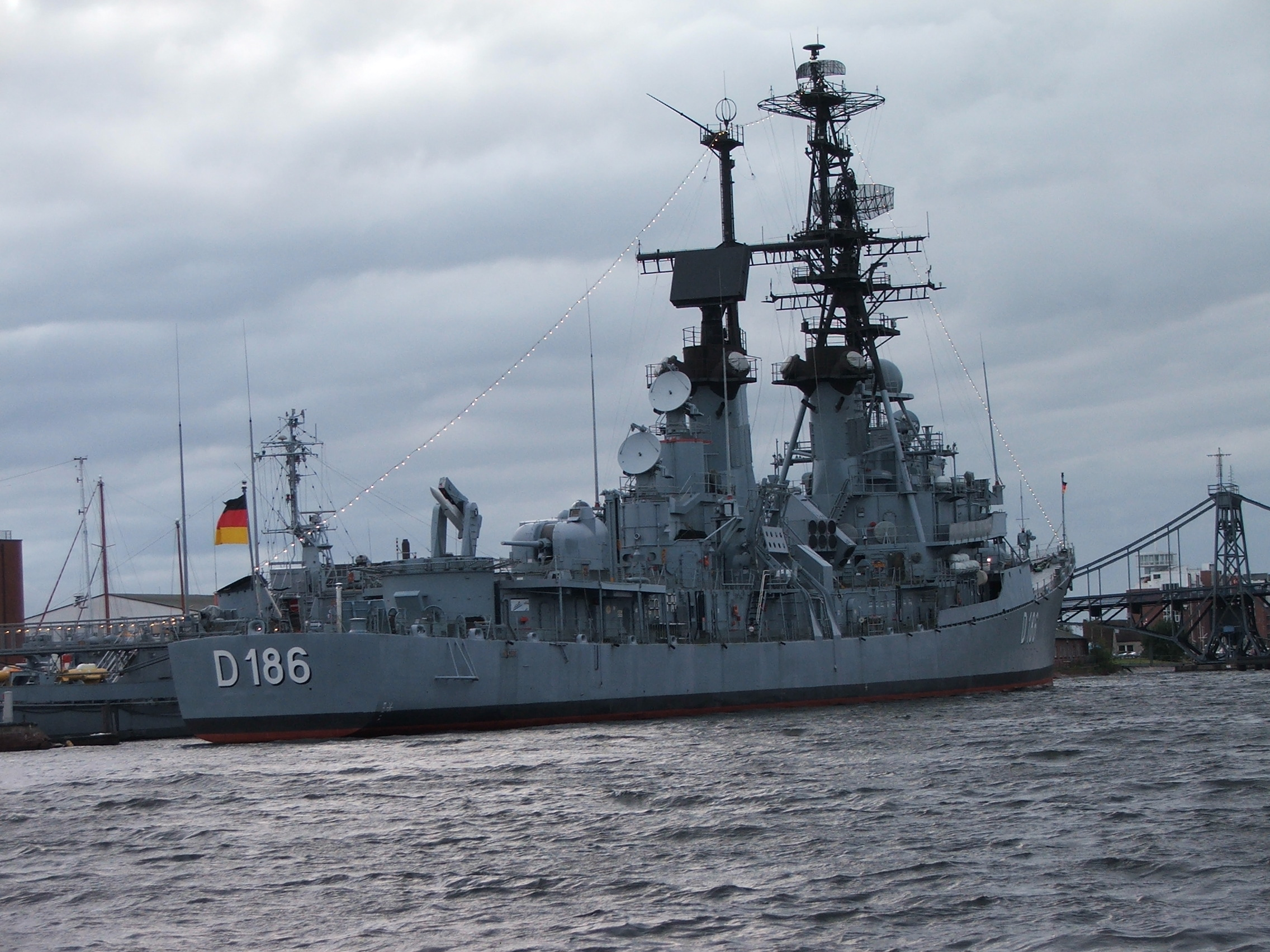
O navio em 2009.